# علی بن احمد جرجرایی
ابوالقاسم علی بن احمد جَرجَرایی (؟ – ۲۷ مارس ۱۰۴۵/ ۷ رمضان ۴۳۶) وزیر فاطمی از اصلیتی عراقی بود. او به مصر فاطمی آمد و پیش از آنکه الحاکم او را در سال ۴۰۴ ق / ۱۰۱۳ م با بریدن دستانش مجازات کند، مناصب گوناگونی را در ایالت‌ها بر عهده داشت. در دوران خلافت الظاهر، در سال ۴۱۲ ق / ۱۰۲۱ م به مقام «واسطه» رسید و قدرت سیاسی فعّالی را در دولت فاطمی اعمال می‌کرد. سپس در سال ۴۱۷ ق / ۱۰۲۷ م به وزارت رسید و تا زمان مرگش، در دوران خلافت المستنصر، مقام و نفوذ خود را حفظ کرد.

## زندگی و پیشه
چنان‌که نسبت او نشان می‌دهد، وی از ناحیهٔ جرجریا در جنوب بغداد آمده بود. او همراه با برادرش ابوالبرکات حسین جرجرایی به مصرِ فاطمی آمد و سلسله‌ای از مناصب را در دستگاه اداری خلافت فاطمی بر عهده گرفت.  او وارد خدمت سِتُ المُلک شد، پیش از آن‌که به عنوان دبیر رئیس پلیس قاهره منصوب شود. در سال ۱۰۱۳ م، به‌سبب باز کردن نامه‌های سرویس‌های مخفی، به خیانت محکوم شد و در نتیجه، دستانش را بریدند. با این حال، خلیفه الحاکم بأمرالله به‌زودی از این مجازات سخت پشیمان شد و او را به دربار بازگرداند و به مناصب عالی ارتقا داد.
در سال ۱۰۱۵/۱۶ م، او به ریاست دیوان النفقات (ادارهٔ هزینه‌ها) منصوب شد، و سپس در سال ۱۰۲۱/۲ م به مقام واسطه (میانجی رسمی میان خلیفه و مردم) ارتقا یافت، و نهایتاً در سال ۱۰۲۷ م به مقام وزارت دست یافت. او این منصب را در دوران خلافت علی الظاهر و المستنصر بالله تا زمان مرگش در مارس ۱۰۴۵ حفظ کرد.
در دوران وزارت او، پس از آرام‌سازی اوضاع سوریه توسط انوش‌تکین دِزبَری، جرجرایی به بهبود روابط با امپراتوری بیزانس پرداخت. از سال ۱۰۲۷ م آتش‌بس برقرار بود، و پس از درگیری‌های تازه‌ای در سال ۱۰۳۶ م، یک پیمان صلح میان دو طرف منعقد شد. محور اصلی اختلاف، ادعای سلطه بر امارت مرداسیان در حلب بود که هر دو قدرت نسبت به آن ادعای سروری داشتند. در عمل، نوعی کنترل دوگانه بر این منطقه برقرار شد.
جرجرایی در آغاز دوران خلافت المستنصر بالله نقش نیابت سلطنت (سرپرستی خلافت) را بر عهده گرفت، هرچند که حکومت او در تمام این مدت تحت تأثیر نفوذ چشمگیر مادر قدرتمند خلیفه، رَصَد، تعدیل و محدود می‌شد.